# كينيث هان (لاعب كرة الماء)
كينيث هان (بالإنجليزية: Kenneth Hahn)‏ هو لاعب كرة الماء أمريكي، ولد في 5 يونيو 1928، وتوفي في 2 أغسطس 2006.

## وصلات خارجية
- كينيث هان على موقع قاعة مشاهير السباحة الأمريكية (الإنجليزية)
- كينيث هان على موقع اللجنة الأولمبية الدولية (الإنجليزية)
- كينيث هان على موقع أوليمبيديا (الإنجليزية)